# Жива ватра
«Живой костёр» (укр. Жива ватра) — украинский документальный фильм режиссёра Остапа Костюка. Фильм рассказывает о жизни овцеводов Украинских Карпат и судьбе традиционного ремесла в контексте современного мира.
Лента является победителем в двух номинациях украинской национальной премии «Золотой волчок» 2017 года.
Занимает 44 позицию в списке 100 лучших фильмов в истории украинского кино по версии Национальный центра Александра Довженко.

## Сюжет
В Украинских Карпатах живут трое мужчин разных поколений: 82-летний Иван одиноко проводит старость, недавно похоронил свою жену и сам готовится к похоронам. В это же время 10-летний Иванко начинает жизнь с чистого листа в школе-интернате в райцентре, а 39-летний Василий руководит животным хозяйством и вскармливает молодняк овец. Но придёт весна, и все трое поднимутся в горы вслед за овцеводческим призванием, которое все труднее продолжать в современном мире.
Это фильм о жизни, о традиции, о конфликте двух миров — современного и древнего, о природе гор, о судьбе человеческой, о любви, о семье, о месте под солнцем, о живом огне и об овцеводстве. Всё это в голове маленького мальчика Иванки, который, может быть, станет пастухом.

## Производство
Фильм стал победителем 4-го конкурсного отбора Государственного агентства Украины по вопросам кино (Госкино). Из государственного бюджета на производство фильма было выделено 1,2 миллионов гривен, на продвижение — 99,5 тысяч. Впоследствии ещё 70 тысяч гривен было собрано с помощью краудфандинга для выпуска телевизионной версии фильма.
Работа над фильмом шла 4 года. Съёмки проходили в Украинских Карпатах с участием реальных людей. К 2014 году было отснято 200 часов материала. Тогда же создание фильма перешло на стадию постпродакшна.
Лента была создана был создан на государственной компании «Национальная кинематека Украины» по государственному заказу.

## Показы и прокат
Украинская премьера фильма состоялась в рамках Киевский международный кинофестиваль «Молодость» в 2014 году. В 2015 году специальный показ прошёл на Международном фестивале документального кино о правах человека Docudays UA. Дальнейший путь ленты на фестивалях представлен в соответствующем разделе.
Киноверсия фильма продолжительностью 77 минут вышла в широкий украинский кинопрокат 29 сентября 2016 года. Телеверсия (52 минуты) впервые показана на канале «UA: Первый» 19 ноября 2016 года.
Также фильм был выпущен на платформах iTunes, Google Play, Prime Video, Microsoft Store, Vimeo и Megogo.

## Награды и номинации
| Список наград и номинаций | Список наград и номинаций                                         | Список наград и номинаций                                                           | Список наград и номинаций             | Список наград и номинаций | Список наград и номинаций |
| Год                       | Кинофестиваль / Кинопремия                                        | Категория                                                                           | Номинант(ы)                           | Результат                 | И                         |
| ------------------------- | ----------------------------------------------------------------- | ----------------------------------------------------------------------------------- | ------------------------------------- | ------------------------- | ------------------------- |
| 2015                      | Международный кинофестиваль в Карловых Варах                      | Лучший документальный фильм свыше 60 минут                                          | Остап Костюк                          | Номинация                 | [ 12 ] [ 13 ] [ 14 ]      |
| 2015                      | Канадский международный фестиваль документального кино «Hot Docs» | Специальный приз жюри в категории Международный полнометражный документальный фильм | Жива ватра / Остап Костюк             | Победа                    | [ 15 ]                    |
| 2015                      | Одесский международный кинофестиваль                              | «Золотой Дюк» в рамках национальной конкурсной программы                            | Остап Костюк                          | Номинация                 | [ 12 ]                    |
| 2015                      | Одесский международный кинофестиваль                              | Специальный диплом жюри национальной конкурсной программы                           | Остап Костюк                          | Победа                    | [ 12 ] [ 16 ]             |
| 2015                      | Рейкьявикский международный кинофестиваль                         | Документальное кино                                                                 | Жива ватра / Остап Костюк             | Номинация                 | [ 17 ]                    |
| 2015                      | Цюрихский кинофестиваль                                           | «Золотой глаз» за лучший международный документальный фильм                         | Остап Костюк                          | Номинация                 | [ 12 ] [ 18 ]             |
| 2015                      | Международный кинофестиваль в Чикаго                              | «Золотой Хьюго» за лучший документальный фильм                                      | Остап Костюк                          | Номинация                 | [ 12 ] [ 19 ]             |
| 2015                      | Минский международный кинофестиваль «Листопад»                    | Диплом                                                                              | Жива ватра / Остап Костюк             |                           | [ 20 ]                    |
| 2015                      | Международный кинофестиваль для детей и юношества Olympia         |                                                                                     | Жива ватра / Остап Костюк             | Победа                    | [ 21 ]                    |
| 2016                      | Salem Film Fest                                                   | Награда за операторскую работу                                                      |                                       | Победа                    | [ 22 ]                    |
| 2016                      | Международный кинофестиваль об окружающей среде и людях PELICAM   |                                                                                     | Жива ватра / Остап Костюк             | Номинация                 | [ 23 ]                    |
| 2017                      | Национальная кинопремия «Золотой волчок»                          | Лучший оператор-постановщик                                                         | Александр Поздняков, Никита Кузьменко | Победа                    | [ 12 ] [ 5 ]              |
| 2017                      | Национальная кинопремия «Золотой волчок»                          | Лучший композитор                                                                   | Алла Загайкевич                       | Победа                    | [ 12 ] [ 5 ]              |
| 2017                      | Национальная кинопремия «Золотой волчок»                          | Лучший документальный фильм                                                         | Жива ватра / Остап Костюк             | Номинация                 | [ 12 ] [ 5 ]              |
| 2020                      | Международный фестиваль этнографического кино «ОКО»               | Национальный конкурс: Украинские художественные фильмы                              | Остап Костюк                          | Номинация                 | [ 12 ]                    |